# Eloy Alfaro
Eloy Alfaro Delgado (Montecristi, Equador, 1842 – Quito, Equador, 1912), militar i polític equatorià. President de l'Equador (05-06-1895 – 31-08-1901 i 16-01-1906 – 14-08-1911).
El general Eloy Alfaro és una de les figurs cabdals de la història equatoriana al tombant entre els segles XIX i XX. De família acomodada, inicialment es dedica al comerç, però de seguida es decanta cap a activitats polítiques, de caràcter liberal i enfrontat amb el conservadorisme del president Gabriel García Moreno. Les seves activitas l'obliguen a exiliar-se diverses vegades. El 1876 torna a l'Equador i amb el cop d'estat del general Ignacio Veintemilla entra al govern, tot i que aviat s'enemista amb el nou president i ha de tornar a l'exili.
La lluita contra la dictadura de Veintemilla centra les seves activitats a l'exili Amb el cop d'estat del 8 de juny de 1895 aconseguí el poder i el monopoli del parit liberal. Una vegada al poder emprengué una veritable revolució dins l'estat, basada en la separació definitiva entre Estat i Església, en la confiscació dels béns eclesiàstics, en la instauració de l'educació laica i pública i la legalització del matrimoni civil. També derogà definitivament la pena de mort, tot i que a vegades fou aplicada excepcionalment durant el seu mandat. Alfaro impulsà l'acabament del ferrocarril Guayaquil-Quito, fundà diversos instituts educatius i mostrà una certa preocupació pels problemes dels indígenes i de les dones.
Un aixecament a Guayaquil l'agost de 1911 contra Alfaro obliga l'ancià president a exiliar-se novament i el general Leónidas Plaza Gutiérrez imposa com a president a Carlos Freile Zaldumbide. Alfaro, intentant recuperar el poder, és fet presoner i confinat a la presó de Quito, que una manifestació assalta el 18 de gener de 1912 assassinant a Alfaro i a alguns dels seus lloctinents.